# Maramec Spring
Koordinaten: 37° 57′ 20″ N, 91° 31′ 57″ W
Der Maramec Spring, auch Meramec Spring genannt, ist eine Karstquelle bei St. James im Staat Missouri in den Vereinigten Staaten.

## Beschreibung

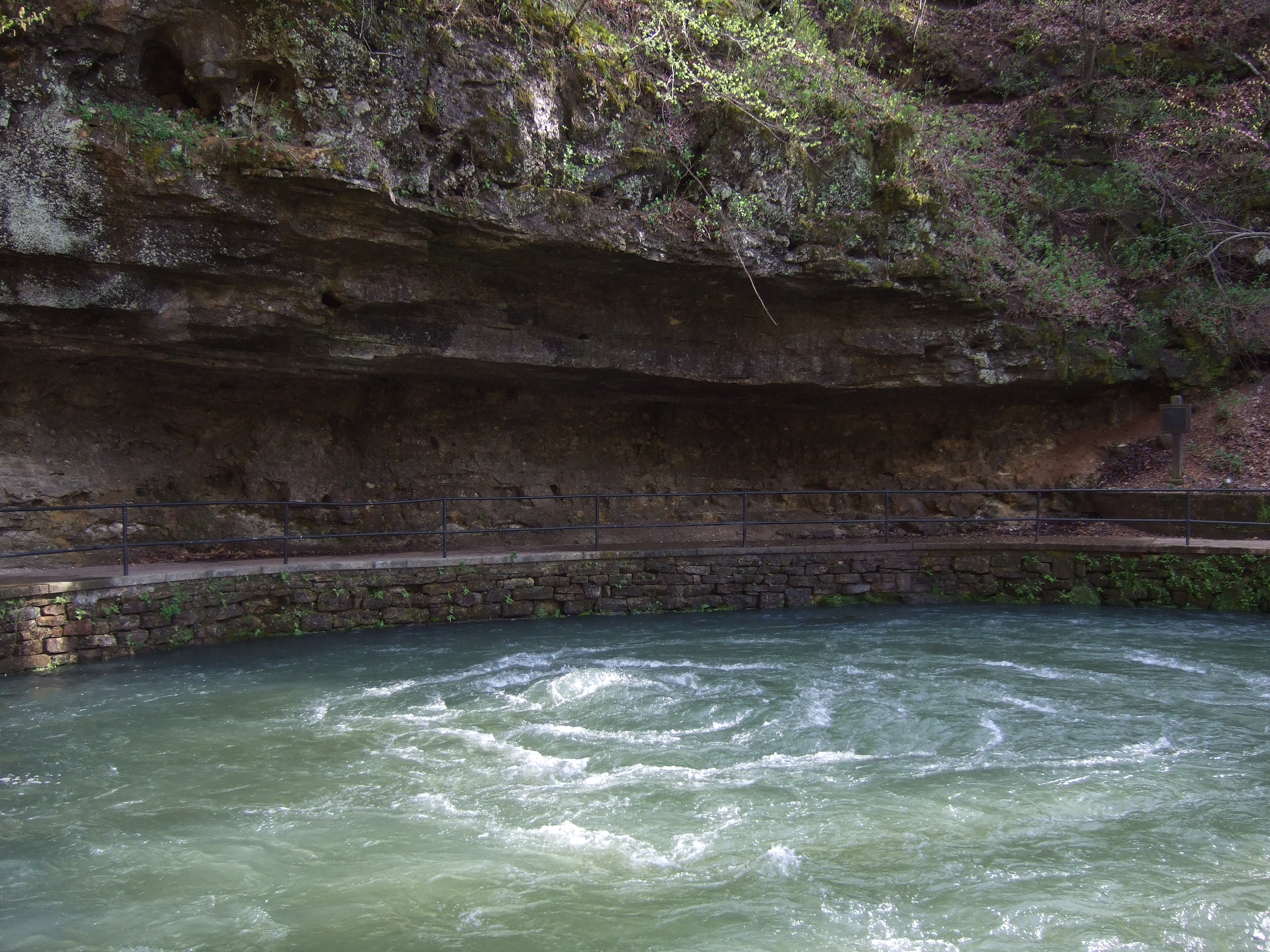
Der Quellaustritt

Der Maramec Spring ist der Ursprung des Meramec River, einem 350 km langen Nebenfluss des Mississippi und die fünftgrößte Quelle des Staates. Die mittlere Schüttung beträgt 4300 Liter pro Sekunde, kann aber auch auf 22.000 l/s ansteigen.
Die Karstquelle liegt im Maramec Spring Park, wo sich weitere Quellen und Höhlen befinden.
Der Park ist für seine Karstlandschaft weithin bekannt. Am Maramec Spring wird eine Forellenzuchtanlage betrieben. Die Quelle selbst befindet sich im Privatbesitz, ist aber der Öffentlichkeit zugänglich. Im Oktober 1971 wurde sie als National Natural Landmark (Naturdenkmal) ausgewiesen. In der Nähe stehen die Ruinen eines historischen Eisenwerkes, das früher die dort verfügbare Wasserkraft nutzte.